# IC 2
IC 2 ist eine Spiralgalaxie vom Hubble-Typ Sb? im Sternbild Walfisch südlich des Himmelsäquators. Sie ist schätzungsweise 306 Millionen Lichtjahre von der Milchstraße entfernt und hat einen Durchmesser von etwa 65.000 Lichtjahren. 

Im selben Himmelsareal befinden sich u. a. die Galaxien NGC 17 und NGC 35.
Das Objekt wurde am 3. März 1891 vom französischen Astronomen Stéphane Javelle entdeckt.